# Summer Walker/Diskografie
Diese Diskografie ist eine Übersicht über die musikalischen Werke der US-amerikanischen Contemporary R&B-Sängerin Summer Walker. Den Schallplattenauszeichnungen zufolge hat er bisher mehr als 56,4 Millionen Tonträger verkauft, davon alleine in seiner Heimat über 50,5 Millionen. Seine erfolgreichste Veröffentlichung ist die Single Girls Need Love mit über 7,2 Millionen verkauften Einheiten.

## Alben

### Studioalben
| Jahr | Titel Musiklabel                              | Höchstplatzierung, Gesamtwochen, AuszeichnungChartplatzierungen (Jahr, Titel, Musiklabel, Platzierungen, Wochen, Auszeichnungen, Anmerkungen) | Höchstplatzierung, Gesamtwochen, AuszeichnungChartplatzierungen (Jahr, Titel, Musiklabel, Platzierungen, Wochen, Auszeichnungen, Anmerkungen) | Höchstplatzierung, Gesamtwochen, AuszeichnungChartplatzierungen (Jahr, Titel, Musiklabel, Platzierungen, Wochen, Auszeichnungen, Anmerkungen) | Höchstplatzierung, Gesamtwochen, AuszeichnungChartplatzierungen (Jahr, Titel, Musiklabel, Platzierungen, Wochen, Auszeichnungen, Anmerkungen) | Anmerkungen                                                  |
| Jahr | Titel Musiklabel                              | CH | UK | US | R&B | Anmerkungen                                                  |
| ---- | --------------------------------------------- | --- | --- | --- | --- | ------------------------------------------------------------ |
| 2019 | Over It LVRN • Interscope Records (UMG)       | CH56 (1 Wo.)CH | UK7 Gold · (21 Wo.)UK | US2 ×3Dreifachplatin · (302 Wo.)US | R&B1 (158 Wo.)R&B | Erstveröffentlichung: 4. Oktober 2019 Verkäufe: + 3.225.000  |
| 2021 | Still Over It LVRN • Interscope Records (UMG) | CH18 (1 Wo.)CH | UK5 Silber · (5 Wo.)UK | US1 Platin · (… Wo.)US | R&B1 (32 Wo.)R&B | Erstveröffentlichung: 5. November 2021 Verkäufe: + 1.060.000 |

### Mixtapes
| Jahr | Titel Musiklabel                                   | Höchstplatzierung, Gesamtwochen, AuszeichnungChartplatzierungen (Jahr, Titel, Musiklabel, Platzierungen, Wochen, Auszeichnungen, Anmerkungen) | Höchstplatzierung, Gesamtwochen, AuszeichnungChartplatzierungen (Jahr, Titel, Musiklabel, Platzierungen, Wochen, Auszeichnungen, Anmerkungen) | Höchstplatzierung, Gesamtwochen, AuszeichnungChartplatzierungen (Jahr, Titel, Musiklabel, Platzierungen, Wochen, Auszeichnungen, Anmerkungen) | Höchstplatzierung, Gesamtwochen, AuszeichnungChartplatzierungen (Jahr, Titel, Musiklabel, Platzierungen, Wochen, Auszeichnungen, Anmerkungen) | Anmerkungen                                                            |
| Jahr | Titel Musiklabel                                   | CH | UK | US | R&B | Anmerkungen                                                            |
| ---- | -------------------------------------------------- | --- | --- | --- | --- | ---------------------------------------------------------------------- |
| 2018 | Last Day of Summer LVRN • Interscope Records (UMG) | — | UK— SilberUK | US44 Platin · (35 Wo.)US | R&B25 (7 Wo.)R&B | Erstveröffentlichung: 19. Oktober 2018 Mixtape / Verkäufe: + 1.070.000 |

### Kompilationen
| Jahr | Titel Musiklabel                                  | Anmerkungen                         |
| ---- | ------------------------------------------------- | ----------------------------------- |
| 2023 | Clear: The Series LVRN • Interscope Records (UMG) | Erstveröffentlichung: 14. Juli 2023 |

### EPs
| Jahr | Titel Musiklabel                                   | Höchstplatzierung, Gesamtwochen, AuszeichnungChartplatzierungen (Jahr, Titel, Musiklabel, Platzierungen, Wochen, Auszeichnungen, Anmerkungen) | Höchstplatzierung, Gesamtwochen, AuszeichnungChartplatzierungen (Jahr, Titel, Musiklabel, Platzierungen, Wochen, Auszeichnungen, Anmerkungen) | Höchstplatzierung, Gesamtwochen, AuszeichnungChartplatzierungen (Jahr, Titel, Musiklabel, Platzierungen, Wochen, Auszeichnungen, Anmerkungen) | Höchstplatzierung, Gesamtwochen, AuszeichnungChartplatzierungen (Jahr, Titel, Musiklabel, Platzierungen, Wochen, Auszeichnungen, Anmerkungen) | Anmerkungen                           |
| Jahr | Titel Musiklabel                                   | CH | UK | US | R&B | Anmerkungen                           |
| ---- | -------------------------------------------------- | --- | --- | --- | --- | ------------------------------------- |
| 2020 | Clear LVRN • Interscope Records (UMG)              | — | — | — | — | Erstveröffentlichung: 25. Januar 2019 |
| 2020 | Life on Earth LVRN • Interscope Records (UMG)      | — | — | US8 (3 Wo.)US | R&B6 (1 Wo.)R&B | Erstveröffentlichung: 10. Juli 2020   |
| 2023 | Clear 2: Soft Life LVRN • Interscope Records (UMG) | — | — | US26 (2 Wo.)US | R&B7 (1 Wo.)R&B | Erstveröffentlichung: 19. Mai 2023    |

## Singles

### Als Leadmusiker
| Jahr | Titel Album                                          | Höchstplatzierung, Gesamtwochen, AuszeichnungChartplatzierungen (Jahr, Titel, Album, Platzierungen, Wochen, Auszeichnungen, Anmerkungen) | Höchstplatzierung, Gesamtwochen, AuszeichnungChartplatzierungen (Jahr, Titel, Album, Platzierungen, Wochen, Auszeichnungen, Anmerkungen) | Höchstplatzierung, Gesamtwochen, AuszeichnungChartplatzierungen (Jahr, Titel, Album, Platzierungen, Wochen, Auszeichnungen, Anmerkungen) | Höchstplatzierung, Gesamtwochen, AuszeichnungChartplatzierungen (Jahr, Titel, Album, Platzierungen, Wochen, Auszeichnungen, Anmerkungen) | Anmerkungen                                                                                             |
| Jahr | Titel Album                                          | CH | UK | US | R&B | Anmerkungen                                                                                             |
| --- | ---------------------------------------------------- | --- | --- | --- | --- | --- |
| 2018 | Session 32 –                                         | — | UK— GoldUK | US— ×2DoppelplatinUS | — | Erstveröffentlichung: 5. April 2018 Verkäufe: + 2.510.000                                               |
| 2018 | CPR Last Day of Summer                               | — | — | US— PlatinUS | — | Erstveröffentlichung: 6. April 2018 Verkäufe: + 1.000.000                                               |
| 2018 | Girls Need Love Over It • Last Day of Summer         | — | — | US— ×7SiebenfachplatinUS | — | Erstveröffentlichung: 26. Juli 2018 Verkäufe: + 7.280.000                                               |
| 2019 | Girls Need Love (Remix) Over It • Last Day of Summer | — | UK41 Platin · (9 Wo.)UK | US37 (19 Wo.)US | R&B16 (20 Wo.)R&B | Erstveröffentlichung: 10. Februar 2019 Verkäufe: + 1.105.000; feat. Drake                               |
| 2019 | Playing Games Over It                                | — | UK25 Platin · (9 Wo.)UK | US16 ×5Fünffachplatin · (20 Wo.)US | R&B9 (21 Wo.)R&B | Erstveröffentlichung: 23. August 2019 Verkäufe: + 6.030.000                                             |
| 2019 | Stretch You Out Over It                              | — | UK70 (1 Wo.)UK | US68 Platin · (1 Wo.)US | R&B33 (1 Wo.)R&B | Erstveröffentlichung: 24. September 2019 Verkäufe: + 1.040.000; feat. A Boogie wit da Hoodie            |
| 2019 | Something Real –                                     | — | UK99 (1 Wo.)UK | US— GoldUS | — | Erstveröffentlichung: 22. November 2019 mit London on da Track & Chris Brown                            |
| 2019 | Come Thru Over It                                    | — | UK42 Gold · (7 Wo.)UK | US42 ×2Doppelplatin · (19 Wo.)US | R&B23 (20 Wo.)R&B | Erstveröffentlichung: 28. Dezember 2019 Verkäufe: + 2.570.000; feat. Usher                              |
| 2020 | White Tee Life on Earth                              | — | UK— SilberUK | US— PlatinUS | — | Erstveröffentlichung: 10. Juli 2020 Verkäufe: + 1.255.000; feat. No1-Noah                               |
| 2021 | Ex for a Reason Still Over It                        | — | UK42 (2 Wo.)UK | US33 Gold · (5 Wo.)US | R&B12 (12 Wo.)R&B | Erstveröffentlichung: 15. Oktober 2021 Verkäufe: + 500.000; feat. JT                                    |
| 2021 | I Want to Come Home for Christmas –                  | — | UK94 (2 Wo.)UK | — | — | Erstveröffentlichung: 4. November 2021 nur über Amazon Music veröffentlicht                             |
| 2022 | No Love Still Over It                                | — | UK24 Silber · (3 Wo.)UK | US13 ×2Doppelplatin · (20 Wo.)US | R&B5 (23 Wo.)R&B | Erstveröffentlichung: 25. März 2022 (Remix) Verkäufe: + 2.295.000; feat. SZA; Remix feat. SZA & Cardi B |
| 2024 | Heart of a Woman –                                   | — | UK83 (1 Wo.)UK | US57 Gold · (24 Wo.)US | R&B13 (26 Wo.)R&B | Erstveröffentlichung: 25. Oktober 2024 Verkäufe: + 500.000                                              |
| 2025 | Spend It –                                           | — | — | — | R&B30 (3 Wo.)R&B | Erstveröffentlichung: 2. Mai 2025                                                                       |
| Folgende Lieder erschienen nicht als Single, wurden aber durch das Album zum Download und Streaming bereitgestellt und konnten somit eine Platzierung erlangen: |                                                      | | | | | |
| |                                                      | | | | | |
| 2019 | I’ll Kill You Over It                                | — | UK— SilberUK | US61 ×2Doppelplatin · (3 Wo.)US | R&B29 (3 Wo.)R&B | Verkäufe: + 2.275.000; feat. Jhené Aiko                                                                 |
| 2019 | Body Over It                                         | — | UK— SilberUK | US73 ×2Doppelplatin · (1 Wo.)US | R&B36 (1 Wo.)R&B | Verkäufe: + 2.295.000                                                                                   |
| 2019 | Drunk Dialing … LODT Over It                         | — | — | US79 Platin · (1 Wo.)US | R&B39 (1 Wo.)R&B | Verkäufe: + 1.000.000                                                                                   |
| 2019 | Over It                                              | — | — | US80 Gold · (1 Wo.)US | R&B40 (1 Wo.)R&B | Verkäufe: + 500.000                                                                                     |
| 2019 | Potential Over It                                    | — | — | US92 Gold · (1 Wo.)US | R&B46 (1 Wo.)R&B | Verkäufe: + 500.000                                                                                     |
| 2020 | My Affection Life on Earth                           | — | UK77 (1 Wo.)UK | US86 Platin · (1 Wo.)US | R&B45 (1 Wo.)R&B | Verkäufe: + 1.000.000; feat. PartyNextDoor                                                              |
| 2020 | Let It Go Life on Earth                              | — | UK88 (1 Wo.)UK | US84 Gold · (1 Wo.)US | R&B44 (1 Wo.)R&B | Verkäufe: + 500.000                                                                                     |
| 2021 | Bitter Still Over It                                 | — | UK48 (1 Wo.)UK | US25 Gold · (1 Wo.)US | R&B9 (4 Wo.)R&B | Charteinstieg: 18. November 2021 Verkäufe: + 500.000; feat. Cardi B                                     |
| 2021 | Throw It Away Still Over It                          | — | — | US41 Gold · (1 Wo.)US | R&B14 (2 Wo.)R&B | Charteinstieg: 20. November 2021 Verkäufe: + 500.000                                                    |
| 2021 | Reciprocate Still Over It                            | — | — | US44 Gold · (1 Wo.)US | R&B15 (2 Wo.)R&B | Charteinstieg: 20. November 2021 Verkäufe: + 500.000                                                    |
| 2021 | Toxic Still Over It                                  | — | — | US45 Gold · (1 Wo.)US | R&B16 (3 Wo.)R&B | Charteinstieg: 20. November 2021 Verkäufe: + 500.000; feat. Lil Durk                                    |
| 2021 | Unloyal Still Over It                                | — | — | US48 Gold · (1 Wo.)US | R&B17 (3 Wo.)R&B | Charteinstieg: 20. November 2021 Verkäufe: + 500.000; feat. Ari Lennox                                  |
| 2021 | Constant Bulls**t Still Over It                      | — | — | US49 (1 Wo.)US | R&B18 (1 Wo.)R&B | Charteinstieg: 20. November 2021                                                                        |
| 2021 | You Don’t Know Me Still Over It                      | — | — | US50 (1 Wo.)US | R&B19 (1 Wo.)R&B | Charteinstieg: 20. November 2021                                                                        |
| 2021 | Insane Still Over It                                 | — | — | US52 Gold · (1 Wo.)US | R&B20 (4 Wo.)R&B | Charteinstieg: 20. November 2021 Verkäufe: + 500.000                                                    |
| 2021 | Circus Still Over It                                 | — | — | US54 (1 Wo.)US | R&B22 (1 Wo.)R&B | Charteinstieg: 20. November 2021                                                                        |
| 2021 | 4th Baby Mama Still Over It                          | — | — | US56 Gold · (1 Wo.)US | R&B24 (1 Wo.)R&B | Charteinstieg: 20. November 2021 Verkäufe: + 500.000                                                    |
| 2021 | Switch a N*gga Out Still Over It                     | — | — | US59 (1 Wo.)US | R&B27 (1 Wo.)R&B | Charteinstieg: 20. November 2021                                                                        |
| 2021 | Closure Still Over It                                | — | — | US60 (1 Wo.)US | R&B28 (1 Wo.)R&B | Charteinstieg: 20. November 2021                                                                        |
| 2021 | Session 33 Still Over It                             | — | — | US68 (1 Wo.)US | R&B32 (1 Wo.)R&B | Charteinstieg: 20. November 2021                                                                        |
| 2021 | Screwin Still Over It                                | — | — | US73 (1 Wo.)US | R&B33 (1 Wo.)R&B | Charteinstieg: 20. November 2021 feat. Omarion                                                          |
| 2021 | Broken Promises Still Over It                        | — | — | US76 (1 Wo.)US | R&B35 (1 Wo.)R&B | Charteinstieg: 20. November 2021                                                                        |
| 2021 | Dat Right There Still Over It                        | — | — | US77 (1 Wo.)US | R&B36 (1 Wo.)R&B | Charteinstieg: 20. November 2021 feat. Pharrell Williams & The Neptunes                                 |
| 2021 | Ciara’s Prayer Still Over It                         | — | — | — | R&B49 (1 Wo.)R&B | Charteinstieg: 20. November 2021 feat. Ciara                                                            |
| 2023 | Karma Last Day of Summer                             | — | UK— SilberUK | US— ×2DoppelplatinUS | R&B31 (4 Wo.)R&B | Charteinstieg: 13. Mai 2023 Verkäufe: + 2.235.000                                                       |
| 2023 | To Summer, From Cole (Audio Hug) Clear 2: Soft Life  | — | — | US63 Gold · (1 Wo.)US | R&B17 (7 Wo.)R&B | Charteinstieg: 3. Juni 2023 Verkäufe: + 500.000; feat. J. Cole                                          |
| 2023 | New Type Clear 2: Soft Life                          | — | — | — | R&B41 (1 Wo.)R&B | Charteinstieg: 3. Juni 2023 feat. Childish Gambino                                                      |
| 2023 | Hardlife Clear 2: Soft Life                          | — | — | — | R&B44 (1 Wo.)R&B | Charteinstieg: 3. Juni 2023                                                                             |

### Als Gastmusiker
| Jahr | Titel Album                                 | Höchstplatzierung, Gesamtwochen, AuszeichnungChartplatzierungen (Jahr, Titel, Album, Platzierungen, Wochen, Auszeichnungen, Anmerkungen) | Höchstplatzierung, Gesamtwochen, AuszeichnungChartplatzierungen (Jahr, Titel, Album, Platzierungen, Wochen, Auszeichnungen, Anmerkungen) | Höchstplatzierung, Gesamtwochen, AuszeichnungChartplatzierungen (Jahr, Titel, Album, Platzierungen, Wochen, Auszeichnungen, Anmerkungen) | Höchstplatzierung, Gesamtwochen, AuszeichnungChartplatzierungen (Jahr, Titel, Album, Platzierungen, Wochen, Auszeichnungen, Anmerkungen) | Anmerkungen                                                                             |
| Jahr | Titel Album                                 | CH | UK | US | R&B | Anmerkungen                                                                             |
| --- | ------------------------------------------- | --- | --- | --- | --- | --------------------------------------------------------------------------------------- |
| 2019 | Triggered (Remix) –                         | — | — | — | — | Erstveröffentlichung: 2. Oktober 2019 Jhené Aiko feat. 21 Savage & Summer Walker        |
| 2020 | Secret –                                    | — | — | US— GoldUS | — | Erstveröffentlichung: 17. April 2020 Verkäufe: + 500.000; 21 Savage feat. Summer Walker |
| 2020 | Love Cycle Poetic Pain                      | — | — | — | R&B44 (7 Wo.)R&B | Erstveröffentlichung: 29. Mai 2020 Toosii feat. Summer Walker                           |
| 2023 | Good Good Coming Home                       | — | — | US25 (28 Wo.)US | R&B7 (30 Wo.)R&B | Erstveröffentlichung: 4. August 2023 Usher feat. Summer Walker & 21 Savage              |
| 2024 | Hell N Back Halo                            | — | — | US53 (12 Wo.)US | — | Erstveröffentlichung: 5. April 2024 Bakar feat. Summer Walker                           |
| Folgende Lieder erschienen nicht als Single, wurden aber durch das Album zum Download und Streaming bereitgestellt und konnten somit eine Platzierung erlangen: |                                             | | | | |                                                                                         |
| |                                             | | | | |                                                                                         |
| 2019 | Summer Reign Port of Miami 2                | — | — | — | R&B47 (1 Wo.)R&B | Charteinstieg: 24. August 2019 Rick Ross feat. Summer Walker                            |
| 2021 | Ready Money Can’t Buy Happiness             | — | UK21 Silber · (14 Wo.)UK | — | — | Charteinstieg: 5. Februar 2021 Fredo feat. Summer Walker                                |
| 2022 | Difference Is 7220                          | — | — | US73 Gold · (1 Wo.)US | R&B27 (2 Wo.)R&B | Charteinstieg: 26. März 2022 Lil Durk feat. Summer Walker                               |
| 2022 | Purple Hearts Mr. Morale & the Big Steppers | — | — | US22 (1 Wo.)US | R&B14 (3 Wo.)R&B | Charteinstieg: 28. Mai 2022 Kendrick Lamar feat. Summer Walker & Ghostface Killah       |
| 2024 | Prove It American Dream                     | — | — | US43 Platin · (19 Wo.)US | R&B16 (30 Wo.)R&B | Charteinstieg: 27. Januar 2024 21 Savage feat. Summer Walker                            |

## Sonderveröffentlichungen
Gastbeiträge
- 2019: D&G (Davido feat. Summer Walker)

Remixe
- 2020: Trevor Daniel – Falling
- 2020: Justin Bieber – Yummy

## Statistik

### Chartauswertung
|                     | CH    | UK    | US    | R&B     |
| ------------------- | ----- | ----- | ----- | ------- |
| Nummer-eins-Alben   | CH—CH | UK—UK | US1US | R&B2R&B |
| Top-10-Alben        | CH—CH | UK2UK | US3US | R&B4R&B |
| Alben in den Charts | CH2CH | UK2UK | US5US | R&B5R&B |

|                       | CH    | UK     | US     | R&B      |
| --------------------- | ----- | ------ | ------ | -------- |
| Nummer-eins-Singles   | CH—CH | UK—UK  | US—US  | R&B—R&B  |
| Top-10-Singles        | CH—CH | UK—UK  | US—US  | R&B4R&B  |
| Singles in den Charts | CH—CH | UK13UK | US36US | R&B42R&B |

### Auszeichnungen für Musikverkäufe
| Silberne Schallplatte - Vereinigtes Königreich - 2024: für das Lied Deep Goldene Schallplatte - Australien - 2023: für die Single No Love - 2023: für das Lied Body - 2023: für das Lied Deep - 2023: für das Lied I’ll Kill You - 2023: für das Lied Karma - 2023: für die Single White Tee - 2023: für das Album Over It - Brasilien - 2024: für die Single White Tee - 2024: für das Lied Deep - 2024: für die Single No Love - 2024: für die Single Come Thru - 2024: für das Lied Body - Dänemark - 2024: für das Album Over It - 2025: für die Single Girls Need Love (Remix) - 2025: für das Album Last Day of Summer - Kanada - 2021: für die Single Session 32 - 2021: für das Lied Body - 2021: für das Lied I’ll Kill You - 2021: für die Single Stretch You Out - 2022: für die Single No Love - 2024: für das Lied Prove It - Neuseeland - 2023: für das Album Still Over It - Spanien - 2024: für die Single Girls Need Love - Südafrika - 2024: für das Lied Prove It - Vereinigte Staaten - 2023: für das Lied Anna Mae - 2023: für das Lied Constant Bullshit - 2023: für das Lied Fun Girl - 2023: für das Lied Like It - 2023: für das Lied Me - 2023: für das Lied Nobody Else - 2023: für das Lied Off Of You - 2024: für das Lied Riot - 2025: für das Lied Baby | Platin-Schallplatte - Australien - 2023: für die Single Come Thru - 2023: für die Single Session 32 - Brasilien - 2024: für die Single Playing Games - Kanada - 2021: für die Single Come Thru - 2021: für das Album Over It - Neuseeland - 2023: für das Album Last Day of Summer - 2023: für das Album Over It - Portugal - 2021: für die Single Girls Need Love (Remix) - Südafrika - 2023: für die Single D&G - Vereinigte Staaten - 2023: für das Lied Deep - 2023: für das Lied Just Might - 2023: für das Lied Tonight 2× Platin-Schallplatte - Australien - 2023: für die Single Playing Games - Kanada - 2021: für die Single Playing Games 3× Platin-Schallplatte - Australien - 2023: für die Single Girls Need Love (Remix) - Kanada - 2021: für die Single Girls Need Love (Remix) - Neuseeland - 2023: für die Single Girls Need Love - 2025: für die Single Playing Games Diamantene Schallplatte - Brasilien - 2024: für die Single Girls Need Love |

Anmerkung: Auszeichnungen in Ländern aus den Charttabellen bzw. Chartboxen sind in ebendiesen zu finden.
| Land/RegionAuszeichnungen für Musikverkäufe (Land/Region, Auszeichnungen, Verkäufe, Quellen) | Silber     | Gold       | Platin       | Diamant  | Verkäufe   | Quellen              |
| -------------------------------------------------------------------------------------------- | ---------- | ---------- | ------------ | -------- | ---------- | -------------------- |
| Australien (ARIA)                                                                            | —          | 7× Gold7   | 7× Platin7   | —        | 735.000    | aria.com.au          |
| Brasilien (PMB)                                                                              | —          | 5× Gold5   | Platin1      | Diamant1 | 300.000    | pro-musicabr.org.br  |
| Dänemark (IFPI)                                                                              | —          | 3× Gold3   | —            | —        | 65.000     | ifpi.dk              |
| Kanada (MC)                                                                                  | —          | 6× Gold6   | 7× Platin7   | —        | 800.000    | musiccanada.com      |
| Neuseeland (RMNZ)                                                                            | —          | Gold1      | 8× Platin8   | —        | 217.500    | radioscope.co.nz NZ2 |
| Portugal (AFP)                                                                               | —          | —          | Platin1      | —        | 10.000     | Einzelnachweise      |
| Spanien (Promusicae)                                                                         | —          | Gold1      | —            | —        | 30.000     | elportaldemusica.es  |
| Südafrika (RISA)                                                                             | —          | Gold1      | Platin1      | —        | 40.000     | risa.org.za          |
| Vereinigte Staaten (RIAA)                                                                    | —          | 25× Gold25 | 38× Platin38 | —        | 50.500.000 | riaa.com             |
| Vereinigtes Königreich (BPI)                                                                 | 9× Silber9 | 3× Gold3   | 2× Platin2   | —        | 3.760.000  | bpi.co.uk            |
| Insgesamt                                                                                    | 9× Silber9 | 52× Gold52 | 65× Platin65 | Diamant1 |            |                      |